# 에릭 산토스
에릭 산토스(Erik Santos, 1982년 10월 10일 ~ )는 필리핀의 남자 가수, 배우이자 사회자이다.